# Bársonyos császárlégykapó
A bársonyos császárlégykapó (Myiagra hebetior) a madarak osztályának verébalakúak (Passeriformes) rendjébe és a császárlégykapó-félék (Monarchidae) családjába  tartozó faj.

## Rendszerezése
A fajt Ernst Hartert német ornitológus írta le 1924-ben, a Monarcha nembe Monarcha hebetior néven.

## Alfajai
- Myiagra hebetior hebetior (Hartert, 1924) - Mussau sziget
- Myiagra hebetior eichhorni (Hartert, 1924) - Új-Britannia, Új-Írország és Új-Hannover szigetek, egyes rendszerekben külön fajként kezelik.
- Myiagra hebetior cervinicolor (Salomonsen, 1964)[2] - Dyaul sziget, egyes rendszerekben külön fajként kezelik.

## Előfordulása
Pápua Új-Guineához tartozó Bismarck-szigetek területén honos. Természetes élőhelyei szubtrópusi és trópusi síkvidéki és hegyi esőerdők. Állandó, nem vonuló faj.

## Megjelenése
Testhossza 17 centiméter.

## Életmódja
Rovarokkal táplálkozik.

## Természetvédelmi helyzete
Az elterjedési területe nagyon kicsi, egyedszáma 10 000 példány alatti és csökken. A Természetvédelmi Világszövetség Vörös listáján sebezhető fajként szerepel.